# Jakub Rółkowski
Jakub Rółkowski (ur. 30 lipca 1864 w Jeziorkach, zginął 22 czerwca 1941 w Sztabinie) – kapłan, społecznik i patriota.

## Życiorys
Urodził się w rodzinie Marcina i Józefy (z d. Dębskiej) we wsi Jeziorki – parafia Bargłów. Po ukończeniu czwartej klasy gimnazjum w Suwałkach wstąpił w 1883 r. do Wyższego Seminarium Duchownego w Sejnach. Trwające pięć lat studia seminaryjne zakończył przyjęciem 10 czerwca 1888 roku z rąk biskupa Piotra Pawła Wierzbowskiego święceń kapłańskich. Został nominowany na wikariusza do Nowogrodu, gdzie pracował trzy lata – do 1891 roku. Następne 10 lat przepracował jako wikariusz w Kuczynie. W czerwcu 1901 roku otrzymał nominację na proboszcza parafii w Sztabinie. Tu pełnił posługę kapłańską przez kolejne 40 lat swego życia. 

W 1901 roku został ukarany przez rosyjskie władze zaborcze karą 25 rubli za urządzenie [09.06.1901] kościelnej procesji bez uzyskania na to potrzebnego rządowego pozwolenia, oraz 14.10.1910 na 25 rubli za to, że urządził triumfalną bramę i umieścił w niej sztandary narodowe.

Podczas I wojny światowej został aresztowany przez Niemców i wywieziony wraz z dwoma innymi duchownymi, do obozu dla jeńców wojennych w Giitersloh (Gütersloh) w Westfalii. Księża zostali uwolnieni z obozu na początku 1916 roku.

Po powrocie do Sztabina zaangażował się w walkę o niepodległą Polskę. Na wsparcie, opiekę i pomoc proboszcza mogła liczyć tworząca się Polska Organizacja Wojskowa. 

Po zakończeniu działań wojennych zajął się odbudową zrujnowanego sztabińskiego kościoła i plebanii. 

Podczas wojny polsko-radzieckiej, dzięki ostrzeżeniom, uniknął aresztowania przez sowiecką policję przybyłą z Augustowa.

Czas powojenny wypełnił pracą na rzecz parafii i jej mieszkańców. W 1933 roku wydał pamiętnik, w którym opisał lata swojej posługi kapłańskiej. 

W czerwcu 1938 roku ks. Rółkowski obchodził złoty jubileusz – pięćdziesięciolecie kapłaństwa. Za ofiarną pracę i zaangażowanie otrzymał słowa uznania i błogosławieństwo od biskupa Stanisława Kostki Łukomskiego. Ze względu na wiek jubilata przysłano mu do pomocy księży wikariuszy Stanisława Chudzika, a następnie Władysława Kamińskiego.   

Pod koniec sierpnia 1939 roku ogłoszono powszechną mobilizację. Ks. Rółkowski żegnał i błogosławił parafian odchodzących do swoich jednostek wojskowych. 17 września do Sztabina wkroczył najpierw patrol niemiecki, który wycofał się, by przekazać ten teren sowieckim władzom okupacyjnym. Okres okupacji sowieckiej był szczególnie trudny dla kapłana. Wywózki parafian do Rosji sowieckiej i zagrożenie przez NKWD były wojenną codziennością. W czerwcu 1941 roku Niemcy przystąpili do realizacji „operacji Barbarossa”. 22 czerwca rozpoczęła się wojna niemiecko-radziecka. Podczas niemieckiego nalotu na Sztabin zginął proboszcz tutejszej parafii ks. Jakub Rółkowski. 

## Działalność
Ksiądz Jakub Rółkowski jeszcze jako wikariusz w Kuczynie zetknął się z materiałami dotyczącymi osoby hr. Karola Brzostowskiego, którego działalność i przekonania szczególnie silnie wpłynęły na postawę duchownego. W 1901 roku, kiedy objął probostwo w Sztabinie, zatroszczył się, by scheda po Brzostowskim, czyli m.in. fundusze Fundacji Sztabińskiej, nie przepadły. Dzięki pozyskanym finansom udało się Rółkowskiemu wznieść kościół w Sztabinie. Z tych pieniędzy wybudowano również cztery szkoły. 

Kapłan troszczył się nie tylko o życie duchowe swoich parafian, ale też dbał o ich kondycję materialną. Propagował uprawę tytoniu jako źródła dochodu, założył sklep spółdzielczy. Popierał powstawanie nowych przedsiębiorstw.  

## Odznaczenia
Ks. Jakub Rółkowski na podstawie ustawy z marca 1937 roku za swoją pracę w dziele odzyskania niepodległości otrzymał Medal Niepodległości.

## O śmierci ks. Jakuba Rółkowskiego
O śmierci ks. Rółkowskiego tak pisał bp Tadeusz Zawistowski: W południe, gdy proboszcz przebywał w suszarni tytoniu, rozpoczął się nalot niemieckich samolotów na cofające się wojska sowieckie. Bomby padające na budynki raniły śmiertelnie ks. proboszcza, który po kilku godzinach zmarł.

## O pochówku ks. Jakuba Rółkowskiego
Bardzo rano w środę 25 czerwca w obawie przed nalotami samolotów pochowano proboszcza przy kościele w obecności małej grupy parafian i ks. Władysława Kamińskiego.